# Walter Barberis
Walter Barberis (Torino, 27 dicembre 1950) è uno storico e editore italiano, presidente della Giulio Einaudi Editore a partire dal 2014.

## Biografia
Formatosi a Torino, ha avuto al Liceo Gioberti insegnanti che ne hanno orientato gli studi futuri: Giuliana Fiorentino Tedeschi, Lidia De Federicis, Albino Galvano.
Su incoraggiamento di Giulio Bollati, ha dunque seguito i corsi universitari di Corrado Vivanti, con il quale si è laureato. Assunto dalla Casa editrice Einaudi il 7 gennaio del 1975 come redattore della Storia d’Italia, ha poi continuato un doppio percorso nel lavoro editoriale e nel mondo degli studi.
Nel corso degli anni Settanta e Ottanta, ha curato i libri di storia, divenendo poi responsabile della intera saggistica e delle Grandi Opere di Einaudi (1988-1997).
Contemporaneamente, ha conseguito a Parigi, presso l’École des Hautes Études en Sciences Sociales, il D.E.A. (Diplome d’Études Approfondies) sotto la direzione di Jacques Le Goff (1983) e quindi il Doctorat sotto la direzione di Ruggiero Romano (1988).
Nel 1994 ha vinto il concorso per la cattedra di Storia moderna, prendendo dapprima servizio all’Università del Piemonte Orientale (1994), passando poi all’Università di Torino, dove ha insegnato Metodologia della Ricerca Storica (1999-2020).
Nel 1997 ha lasciato le cariche operative in Einaudi per assumere la funzione di Segretario Generale; entrato nel Consiglio di Amministrazione della Casa editrice alla scomparsa di Giulio Einaudi nel 1999, è stato nominato Vice-Presidente nel 2012 e Presidente nel 2014.
Sempre in ambito editoriale, ha diretto le Edizioni di Comunità, ha collaborato con Electa (editore) e con la EL edizioni, di cui è oggi Presidente.
Nell’ambito della sua attività di studioso ha sviluppato ricerche sulla formazione delle classi dirigenti e sulla cultura militare in ambito italiano ed europeo.
Ha fatto parte del Comitato Direttivo della Fondazione Filippo Burzio.
È stato rappresentante dell’Università di Torino nel CdA del Centro Studi e Ricerche Storiche sull'Architettura Militare del Piemonte..
Su indicazione del Presidente Carlo Azeglio Ciampi, ha fatto parte del Comitato dei Garanti per le Celebrazioni del 150º dell’Unità nazionale (2009-11); e quindi del successivo Comitato Storico Scientifico per gli Anniversari di Interesse Nazionale (2012-18) della Presidenza del Consiglio.
Ha curato con Giovanni De Luna la Mostra celebrativa del 150° dell’Unità Nazionale “Fare gli Italiani” (Torino, OGR, 17 marzo – 20 novembre 2011).
In rappresentanza della Città di Torino ha fatto parte del CdA del Salone Internazionale del Libro di Torino (2010-2012).
Ha fatto parte del CdA della Fondazione 1563 per l’Arte e la Cultura, ente strumentale della Fondazione Compagnia di San Paolo, prima come consigliere poi come vicepresidente (2013-2019).
È stato cooptato nel Consiglio Generale della Fondazione Compagnia di San Paolo (2016-2020) e nominato coordinatore della Commissione Arte e cultura.
Fa parte del Comitato dei Garanti della Fondazione Gramsci (2018-oggi).

## Opere

### Libri
- Le armi del Principe. La tradizione militare sabauda, Collana Biblioteca, Torino, Einaudi, 1988, ISBN 978-88-061-6766-0.
- Il bisogno di patria, Collana Vele, Torino, Einaudi, 2004, ISBN 978-88-061-6940-4.
- Storia senza perdono, Collana Vele, Torino, Einaudi, 2019, ISBN 978-88-062-4248-0.

### Curatele
- Baldesar Castiglione, Il libro del Cortegiano, Collana Biblioteca Einaudi, Torino, Einaudi, 1998, ISBN 88-06-13205-9.
- Baldassar Castiglione, Il libro del Cortegiano, Collana ET Classici, Torino, Einaudi, 2017, ISBN 978-88-06-23472-0.
- Storia d'Italia. Annali 18. Guerra e pace, Collana Grandi Opere, Torino, Einaudi, 2002, ISBN 978-88-061-5460-8.
- I Savoia. I secoli d'oro di una dinastia europea, Collana Biblioteca di cultura storica, Torino, Einaudi, 2007, ISBN 978-88-061-8593-0.
- Carlo Cattaneo, Una teoria della libertà. Scritti politici e federalisti, Collana Piccola Biblioteca Einaudi Classici, Torino, Einaudi, 2011, ISBN 978-88-06-20777-9.
- La Compagnia di San Paolo 1563-2013, 2 voll. (vol. I: 1563-1852; vol. II: 1853-2013), Torino, Einaudi, 2013, ISBN 978-88-062-1585-9.

### Cataloghi
- W. Barberis-Giovanni De Luna, Fare gli italiani, Torino, Allemandi, 2011, ISBN 978-88-422-1997-2.

## Riconoscimenti
Premio Biblioteche di Roma (sezione saggistica), 2004, per il volume Il bisogno di Patria.
Premio Biella Letteratura e industria (2014) per il volume La Compagnia di San Paolo 1563-2013, Einaudi, Torino 2013, curato con Anna Cantaluppi.
Premio Nazionale di Cultura Benedetto Croce (2020), per il libro Storia senza perdono, 2020
“Benemerito” della Scuola di Applicazione d’Arma – Comando per la Formazione e Scuola di Applicazione dell’Esercito, 7 ottobre 2022

## Onorificenze
Cittadino onorario di Cervo Ligure (IM), 27 giugno 2023.